# 詹森山 (斯科特海岸)
詹森山（英語：Mount Jensen），是南極洲的山峰，位於維多利亞地的斯科特海岸，屬於岡維爾與凱斯山脈的一部分，海拔高度超過1,000米，由英國的探險隊繪入地圖和命名，現時由南極條約體系管理。